# Bacalhau-do-atlântico
O bacalhau-do-atlântico (Gadus morhua) é um bem conhecido peixe demersal pertencente à família Gadidae, cujo nome comercial é bacalhau.
No Oceano Atlântico ocidental, o bacalhau pode ser encontrado para norte do Cabo Hatteras, Carolina do Norte, ao largo de ambas as costas da Gronelândia; no Atlântico oriental é encontrado a norte da Baía da Biscaia até ao Oceano Ártico, incluindo o Mar Báltico, o Mar do Norte, o Mar das Hébridas, áreas em redor da Islândia e Mar de Barents.
Pode atingir os 2 m de comprimento e até 96 kg de peso no caso do macho e 1.5m no caso da femea. Pode viver até 25 anos e a maturidade sexual é geralmente atingida entre os 2 e os 4 anos de idade, mas pode surgir apenas aos 8 anos no nordeste do Ártico. Possui coloração que vai do castanho ao verde, com manchas no lado dorsal, com tons prateados na zona ventral. É claramente visível uma linha lateral. O seu habitat estende-se desde a linha de costa até à plataforma continental.
Várias populações de bacalhau entraram em colapso na década de 1990 (declínio >95% da biomassa máxima em termos históricos) e não conseguiram recuperar mesmo após a cessação da pesca. Esta ausência do superpredador conduziu a uma cascata trófica em muitas áreas. Muitas outras populações de bacalhau permanecem em risco. O bacalhau-do-atlântico é considerado vulnerável na Lista Vermelha de Espécies Ameaçadas da IUCN.

## Ciclo de vida

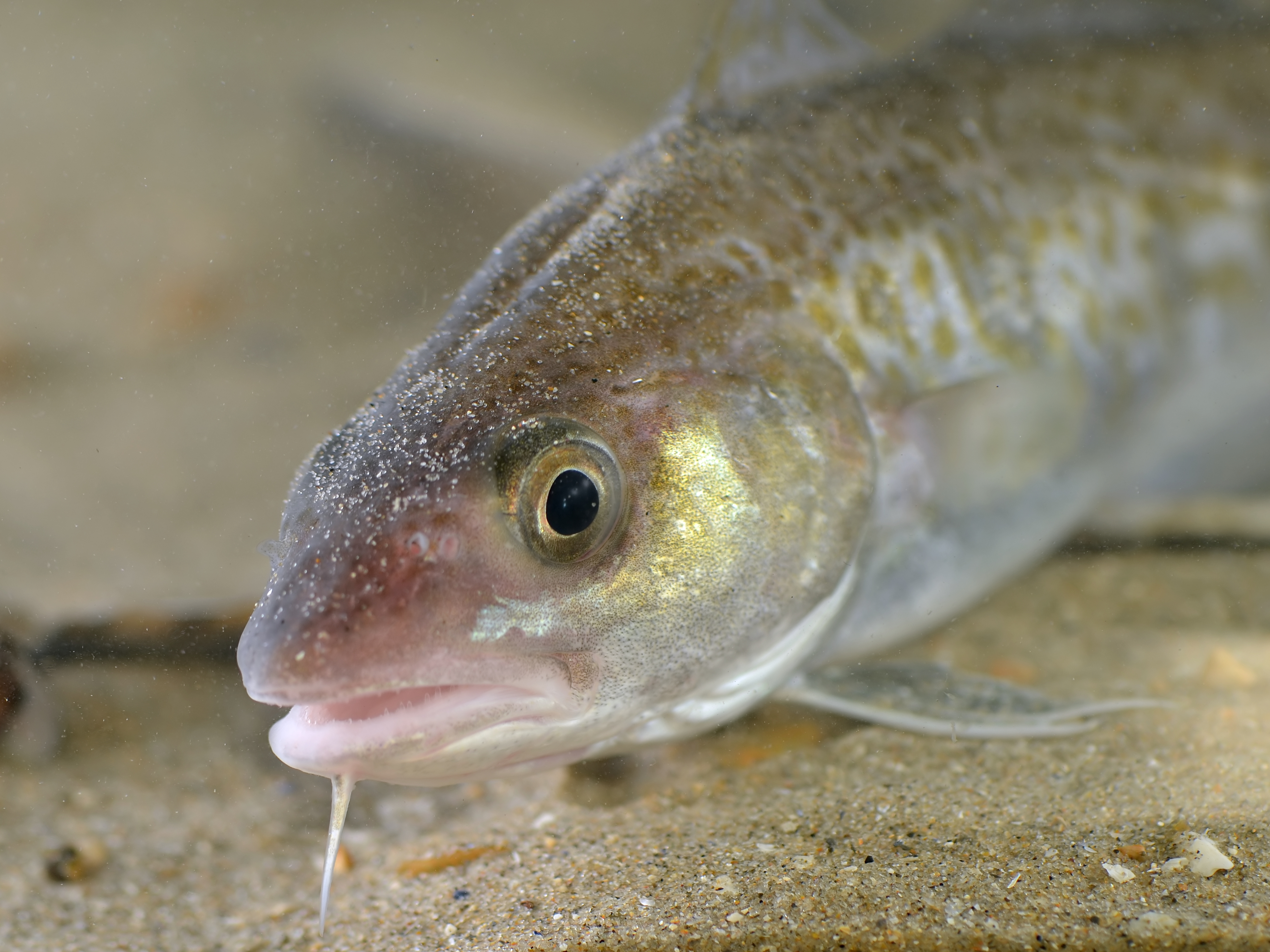
Juvenil de bacalhau-do-atlântico

Os bacalhaus adultos formam grupos de desova desde o final do inverno até à primavera. As fêmeas libertam os seus ovos várias vezes, e os machos competem para fertilizá-los. Os ovos fertilizados são arrastados pelas correntes oceânicas e tornam-se larvas. A idade de maturação varia entre as populações de bacalhau, variando entre os 2 e 4 anos no Atlântico ocidental, e chegando aos 8 anos no nordeste do Ártico.

## Parasitas
O bacalhau-do-atlântico serve de hospedeiro intermédio, paraténico ou definitvo a um grande número de espécies parasitas: 107 taxa listados por Hemmingsen e MacKenzie (2001) e sete novos registos por Perdiguero-Alonso et al. (2008). Os grupos de parasitas do bacalhau predominantes no nordeste do Atlântico foram tremátodes (19 espécies) e nemátodes (13 espécies), incluindo anisaquídeos larvares, os quais constituíam 58.2% do número total de indivíduos. Os parasitas do bacalhau-do-atlântico incluem copépodes, digeneanos, monogeneanos, acantocéfalos, céstodes, nemátodes, mixozoários e protozoários.

## Pesca

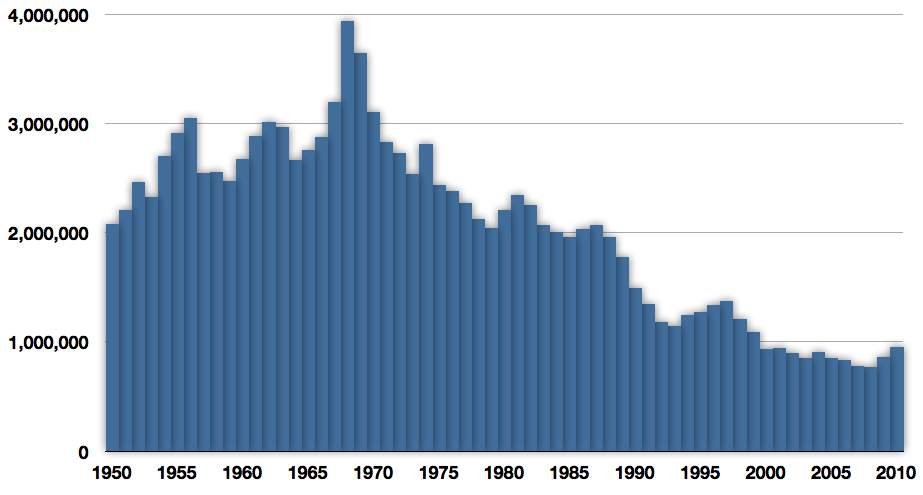
Captura global de bacalhau-do-atlântico em toneladas segundo a FAO, 1950-2010

### Bacalhau do Atlântico noroeste
Considera-se que o bacalhau do Atlântico noroeste foi alvo de sobrepesca em toda a sua área de distribuição, resultando no colapso da pesca nos Estados Unidos e Canadá durante o início da década de 1990.
A pesca do bacalhau na Terra Nova remonta ao século XVI. A captura de bacalhau até à década de 1960 era em média 300 000 toneladas por ano, mas a partir desta altura avanços tecnológicos permitiram que os navios-fábrica conseguissem capturas maiores. As capturas atingiram o seu máximo de 800 000 toneladas em 1968 tendo entrado gradualmente em declínio a partir desse ano. Com a retoma limitada das capturas em 2006, foram pescadas 2 700 toneladas de bacalhau. Estimativas da população de bacalhau ao largo da costa em 2007 indicaram que esta era apenas 1% da que existia em 1977.
Entre as tecnologias que contribuíram para o colapso da pesca do bacalhau-do-atlântico incluem-se os navios propulsados por motores a gasóleo e a inclusão de compartimentos de congelação a bordo dos navios. Os navios propulsados tinham motores e redes maiores e melhor navegação. A capacidade para capturar o peixe tornou-se ilimitada. Adicionalmente, a tecnologia do sonar tornou a deteção e captura de peixe mais fácil. O sonar foi inicialmente desenvolvido durante a Segunda Guerra Mundial para deteção de submarinos inimigos, e mais tarde aplicado na localização de cardumes de peixes. Estas novas tecnologias, bem como o uso de arrastões de fundo levaram à destruição de ecossistemas inteiros, contribuindo para o colapso da população de bacalhau-do-atlântico. Elas eram muito diferentes das antigas técnicas de pesca à linha.